# Marco António de Azevedo Coutinho
Marco António de Azevedo Coutinho (1688 – Lisboa, 19 de maio de 1750) foi um político português.

## Carreira
Ocupou o cargo de primeiro-ministro do Reino de Portugal (Secretario de Estado dos Negócios Estrangeiros e da Guerra) de 4 de outubro de 1747 a 1749. Funções essas que, segundo conta Caetano de Sousa, fizeram dele um "enviado extraordinário e plenipotenciário nas Cortes de Londres (entre 1735 até 1739 como enviado extraordinário) e Paris".
Foi remunerado pelos seus serviços com a comenda de Santa Maria de Aires da Ordem de Cristo, em 20 de Julho de 1748, e o Senhorio da Vila Nova de Monsarros na comarca de Coimbra (9 de Novembro de 1748).
Morreu dois anos após o casamento na madrugada de 19 de Maio de 1750, no mesmo ano da morte de D. João V. Em ofício de 26 de Maio de 1750 escrevia o Secretário de Estado Pedro da Mota e Silva ao Visconde de Vila Nova de Cerveira:
“Terça-feira de madrugada que se contaram 19 do corrente foi Deus servido levar pera si, repentinamente ao Excelentíssimo Secretário de Estado Marco António e esta falta me causou grande sentimento e a todos pelas circunstâncias que V. Exa. não ignora”
A Gazeta de Lisboa também noticiou a ocasião de seu falecimento:
“Faleceu nesta Corte na madrugada de 19 do corrente em idade de mais de 62 anos o Ilmo., e Ex.mo. Senhor Marco António de Azevedo Coutinho do Conselho de Sua Majestade, e seu Secretário de Estado da repartição dos negócios estrangeiros, Senhor Donatário da Vila de Monsarros, Alcaide-mor da Vila de Vimioso, Comendador das Comendas de Santa Marinha da Mata de Lobos, e de Santa Maria de Airães na Ordem de Cristo, e da de Sapalinho(?) na Ordem de Santiago, Académico da Sociedade Real de Londres: havendo servido com muito zelo a Sua Majestade em vários empregos; sendo nomeado Ministro Plenipotenciário para assistir no Congresso de Cambrai, Enviado extraordinário, e Plenipotenciário nas Cortes de Paris, e de Londres. Foi sepultado no Convento de Santo António dos Capuchos, no jazigo da sua casa, com assistência da nobreza da Corte.”

## Dados genealógicos
Filho de:
- Bartolomeu de Azevedo Coutinho e Brites Eufrázia de Barros.

Casou, em 1748, com:
- D. Ana Ludovina de Almada Portugal (Lisboa, 14 de junho de 1722 – Ajuda, Lisboa, 24 de fevereiro de 1790), filha de D. Luís José de Almada,[3] (10.º Conde de Avranches), (13.º Senhor dos Lagares d'El-Rei) e (8.º Senhor de Pombalinho), e de D. Violante Portugal. Casou-se após a morte de Marco António com o Conde da Ega.

Não teve descendência.